# من 10 إلى 11
من 10 إلى 11 هو فيلم من نوع دراما أُصدر في 2009. الفيلم من إخراج وسيناريو Pelin Esmer ‏.

## القصة
تقع أحداث الفيلم في إسطنبول.وهو مستوحى بشكل غير مباشر من قصة عم السيد إسمير "ميثات إسمير"، والذي يؤدي أيضا الدور الرئيسي فيه، يحكي قصة مجمع مسنين في إسطنبول يعيشون في عقار سكني قديم ومتهالك يواجه خطر الهدم.

## طاقم التمثيل
- نجات إسلر
- تايانش أيايدين
- تولين اوزان
- لاتشين جيلان
- سيركان كسكين

## وصلات خارجية
- من 10 إلى 11 على موقع IMDb (الإنجليزية)
- من 10 إلى 11 على موقع ألو سيني (الفرنسية)
- من 10 إلى 11 على موقع Turner Classic Movies (الإنجليزية)
- من 10 إلى 11 على موقع أول موفي (الإنجليزية)
- من 10 إلى 11 على موقع فيلمافينيتي (الإسبانية)
- من 10 إلى 11 على موقع قاعدة بيانات الفيلم (الإنجليزية)
- من 10 إلى 11 على موقع ليتربوكسد (الإنجليزية)
- من 10 إلى 11 على موقع كينوبويسك (الروسية)